# اكمة المشارع (ذي السفال)
اكمة المشارع

تعديل مصدري - تعديل

اكمة المشارع محلة تابعة لقرية حيبان، التابعة لعزلة بني عبد الله بمديرية ذي السفال إحدى مديريات محافظة إب في الجمهورية اليمنية، بلغ تعداد سكانها 75 حسب تعداد اليمن لعام 2004.